# Pascal Estrada
Pascal Estrada (Linz, 12 marzo 2002) è un calciatore austriaco, difensore dell'Altach.

## Caratteristiche tecniche
È un difensore centrale, ma può agire anche da mediano.

## Carriera

### Club
Ha iniziato a giocare nelle giovanili del FC Pasching per poi passare al LASK ed al Wolverhampton, con cui ha giocato nelle formazioni Under-18 ed Under-23; con i Wolves ha anche fatto il suo esordio in competizioni professionistiche, giocando 2 partite nel Football League Trophy (una nella stagione 2020-2021 ed una nella stagione 2021-2022) con la formazione Under-21.
Rimasto svincolato al termine della stagione 2021-2022, in estate ha firmato con l'Olimpia Lubiana, con cui ha debuttato il 17 luglio nell'incontro di Prva slovenska nogometna liga vinto 2-0 contro il NŠ Mura. Ha segnato il suo primo gol il 19 ottobre seguente, in Pokal Nogometne zveze Slovenije contro l'Ivančna Gorica.
Nel gennaio del 2024 è stato annunciato il suo passaggio all'Altach a parametro zero a partire dalla stagione successiva, ma il 4 febbraio seguente il trasferimento è stato anticipato in cambio di un indennizzo; nella parte finale della stagione 2023-2024 gioca 2 partite con la squadra riserve del club giallonero, con cui fa anche il suo esordio nella prima divisione austriaca, giocandovi 6 partite. Viene poi riconfermato in rosa anche per la stagione 2024-2025.

### Nazionale
Ha giocato nelle nazionali giovanili austriache Under-18 ed Under-19.

## Statistiche

### Presenze e reti nei club
Statistiche aggiornate al 6 marzo 2025.
| Stagione               | Squadra                | Campionato             | Campionato | Campionato | Coppe nazionali | Coppe nazionali | Coppe nazionali | Coppe continentali | Coppe continentali | Coppe continentali | Altre coppe | Altre coppe | Altre coppe | Totale | Totale | Totale |
| Stagione               | Squadra                | Comp                   | Pres       | Reti       | Comp            | Pres            | Reti            | Comp               | Pres               | Reti               | Comp        | Pres        | Reti        | Pres   | Reti   |        |
| ---------------------- | ---------------------- | ---------------------- | ---------- | ---------- | --------------- | --------------- | --------------- | ------------------ | ------------------ | ------------------ | ----------- | ----------- | ----------- | ------ | ------ | ------ |
| 2022-2023              | Olimpia Lubiana        | 1.SNL                  | 33         | 1          | CS              | 5               | 1               | UECL               | 2                  | 0                  | -           | -           | -           | 40     | 2      |        |
| 2023-feb. 2024         | Olimpia Lubiana        | 1.SNL                  | 1          | 0          | CS              | 0               | 0               | UCL+UEL            | 0                  | 0                  | -           | -           | -           | 1      | 0      |        |
| Totale Olimpia Lubiana | Totale Olimpia Lubiana | Totale Olimpia Lubiana | 34         | 1          |                 | 5               | 1               |                    | 2                  | 0                  |             | -           | -           | 41     | 2      |        |
| feb.-giu. 2024         | Altach Juniors         | RL                     | 2          | 0          | -               | -               | -               | -                  | -                  | -                  | -           | -           | -           | 2      | 0      |        |
| feb.-giu. 2024         | Altach                 | BL                     | 6          | 0          | CA              | 0               | 0               | -                  | -                  | -                  | -           | -           | -           | 6      | 0      |        |
| 2024-2025              | Altach                 | BL                     | 19         | 2          | CA              | 1               | 0               | -                  | -                  | -                  | -           | -           | -           | 20     | 2      |        |
| Totale carriera        | Totale carriera        | Totale carriera        | 61         | 3          |                 | 6               | 1               |                    | 2                  | 0                  |             | -           | -           | 69     | 4      |        |

## Palmarès

### Club

#### Competizioni nazionali
- Campionato sloveno: 1

Olimpia Lubiana: 2022-2023
- Coppa di Slovenia: 1

Olimpia Lubiana: 2022-2023